# Сент-Уан-л’Омон
Сент-Уан-л’Омон (фр. Saint-Ouen-l'Aumône) — муниципалитет во Франции, в регионе Иль-де-Франс, департамент Валь-д’Уаз. Население — 22 681 человек (2008). Муниципалитет расположен на расстоянии около 28 км северо-западнее Парижа, 5 км восточнее Сержи.

## Демография
Динамика населения (Cassini и INSEE):

## Города-побратимы
- Фано, Италия